# Mariana Spivak
Mariana Timofeevna Spivak (en ruso: Марья́на Тимофе́евна Спива́к; Moscú, Unión Soviética, 23 de marzo de 1985) es una actriz de doblaje, actriz de teatro, cine y televisión rusa, ganó gran popularidad en 2017, interpretando el papel principal en la película Sin amor de Andréi Zviáguintsev.

## Biografía
Mariana Spivak nació el 23 de marzo de 1985 en Moscú, en el seno de la familia formada por el actor y director Timofey Spivak (nacido en 1947) y la actriz Yekaterina Vasilyeva (nacida el 19 de agosto de 1961), quien había interpretado el papel de Alena en la película Nunca soñaste ... (en ruso, Вам и не снилось…) Su abuela materna fue la famosa actriz soviética Zhanna Projorenko (1940-2011) protagonista de la película La balada del soldado, su abuelo fue Yevgeny Vasiliev (1927-2007), director de la película Adiós al eslavo (en ruso, Прощание славянки). Tiene raíces rusas y bielorrusas por parte de madre, y ucranianas y judías por parte de padre.
En 2002, Mariana ingresó a la Escuela de Teatro de Arte de Moscú en el taller de Igor Zolotovitsky y Serguéi Zemtsov. Durante sus estudios, actuó en varias representaciones teatrales, tales como: Hamlet (Gertrude), La estrella sin nombre (Mona), La noche de mayo o la mujer ahogada (Ganna), Tres hermanas (Natasha), No te separes de tus seres queridos (Katia, Kozlova, Alferova). En 2006, se graduó en la escuela de teatro y ese mismo año fue aceptada en la compañía de teatro Satyricon.
Hizo su debut en el cine en 1991, en un episodio de la película Hasta que estalle el trueno (en ruso, Пока гром не грянет), protagonizada por su madre, la actriz Ekaterina Vasilyeva. Antes de ingresar a la Escuela de Teatro de Arte de Moscú, interpretó el papel de Vasilisa, en la película de 2001 basada en cuentos populares rusos Ay desgracia (en ruso, Горе-злосчастье), el director y guionista de la película fue Timofey Spivak, su padre.
En 2016, actuó en varios en proyectos de cine y televisión como: Capercaillie, Alibi for Two, Bullet-Fool 4, Son of the Father of Nations, Umnik. En 2016, el canal de televisión Domashny estrenó la serie de detectives Partners, en la que Maryana interpreta uno de los papeles principales junto con Maxim Averin y Yekaterina Kuznetsova.
Para la película Sin amor (2017) del director Andréi Zviáguintsev, el equipo pasó cuatro meses eligiendo al personaje de Zhenya, aunque Spivak fue una de las primeras candidatas, y finalmente tuvo éxito. Spivak dijo que aprovechó la oportunidad para un papel protagónico en una película y la oportunidad de trabajar con Zviáguintsev. Por su interpretación en la película, Spivak fue nominada a Mejor Actriz en los premios del Sindicato Ruso de Críticos de Cine.
Aparte de su carrera como actriz, ha trabajado como actriz de doblaje poniendo su voz a un gran número de producciones estadounidenses comoː El resplandor (1980), The Dark Knight Rises (2012), El gran Gatsby (2013), 300: El origen de un imperio (2013), El hobbit: la batalla de los Cinco Ejércitos (2014), Trainwreck (2015), Animales nocturnos (2016), Cincuenta sombras más oscuras (2017), etc.

## Filmografía

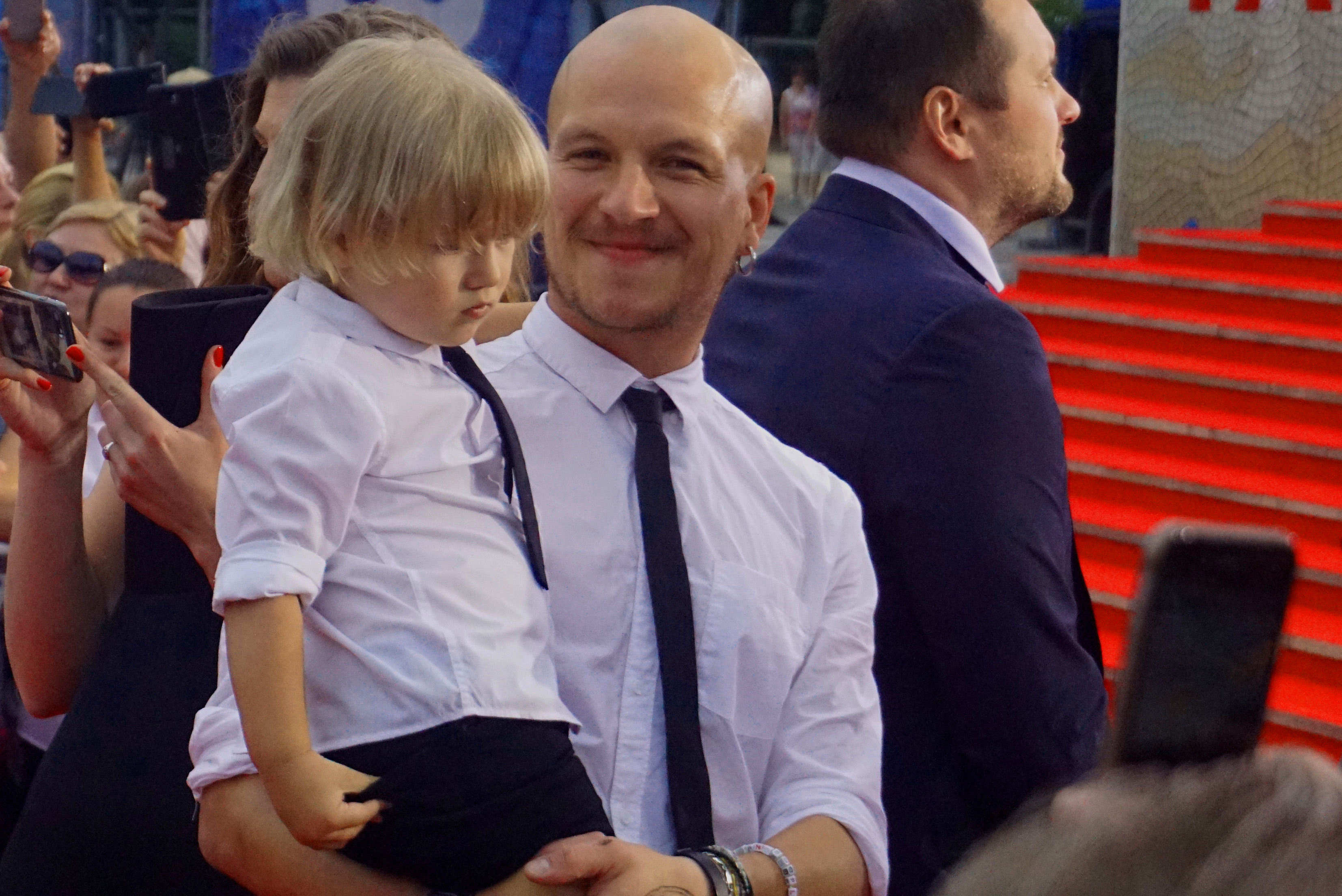
El esposo y el hijo de Maryana Spivak en 2017

### Películas
| Año  | Título                                 | Papel                            | Notas                           |
| ---- | -------------------------------------- | -------------------------------- | ------------------------------- |
| 1991 | Until the thunder breaks out           | Tania, hija de Voronin           |                                 |
| 2001 | Woe misfortune                         | Vasilisa                         |                                 |
| 2014 | Space Dogs: Aventura en el espacio     | Strelka                          | voz; película de animación (ru) |
| 2017 | Sin amor                               | Evgenia «Zhenya» Sleptsova       |                                 |
| 2019 | Yesterday                              | Alexa (Directora de escena rusa) |                                 |
| 2019 | Baba Yaga: El terror del bosque oscuro |                                  |                                 |
| 2022 | We                                     | A-2248                           |                                 |

### Televisión
| Año       | Título            | Papel                                                               | Notas                         |
| --------- | ----------------- | ------------------------------------------------------------------- | ----------------------------- |
| 2004      | Twins             | Valya Nikitina, nieta de Daria                                      | Serie de televisión           |
| 2008      | Glukhar           | Vera                                                                | Capítulo 19: «Accidente» (ru) |
| 2010      | Bullet-fool 4     | Tanya                                                               | Miniserie                     |
| 2010-2015 | Kumi-Kumi         | Yusia                                                               | Voz; serie de animación       |
| 2013      | Syn ottsa narodov | Kapitolina Georgievna Vasilieva, Tercera esposa y campeona nadadora | Serie de televisión           |
| 2014      | Wiseacre          | Ekaterina Favorova                                                  | Serie de televisión           |
| 2016      | Partner           | Capitana Larisa Voytovich                                           | Serie de televisión           |
| 2018      | Wongozero         |                                                                     | TV                            |
| 2019-2020 | Shifr             | Irina                                                               | Papel principal; 17 episodios |
| 2019      | The Bureau        | Samara                                                              | Serie de televisión           |
| 2019-2022 | Hacia el lago     | Irina                                                               | Papel principal; 9 episodios  |